# Шеперд, Алберт
А́лберт Ше́перд (англ. Albert Shepherd; 10 сентября 1885 — 8 сентября 1929) — английский футболист, выступавший на позиции нападающего. Известен по выступлениям за английские клубы «Болтон Уондерерс», «Ньюкасл Юнайтед» и «Брэдфорд Сити».

## Клубная карьера
Уроженец Болтона (графство Ланкашир), Шеперд начал футбольную карьеру в местном любительском клубе «Болтон Темперанс». В 1901 году стал игроком клуба «Блэкберн Роверс», но не смог пробиться в основной состав команды. По завершении сезона стал игроком клуба «Болтон Уондерерс». До 1904 года выступал за клуб «Болтон Сент-Люкс» в Комбинации Ланкашира, а в ноябре 1904 году дебютировал в основном составе «Болтон Уондерерс». По итогам сезона 1904/05 Шеперд забил за команду 15 голов в лиге, а «Болтон Уондерерс» занял второе место во Втором дивизионе и вышел в Первый дивизион Футбольной лиги. В сезоне 1905/06 стал лучшим бомбардиром Первого дивизиона, забив 26 голов. 24 марта 1906 года в составе сборной Футбольной лиги Англии сыграл против сборной Шотландской футбольной лиги на «Стэмфорд Бридж», забив четыре гола (матч завершился победой англичан со счётом 6:2). Шеперд выступал за «Болтон Уондерерс» до 1908 года, сыграв в общей сложности 123 официальных матча и забив 90 голов.
В ноябре 1908 года Шеперд перешёл в «Ньюкасл Юнайтед», который заплатил за его трансфер рекордные для клуба 800 фунтов. 28 ноября 1908 года дебютировал за «Ньюкасл Юнайтед» в матче Первого дивизиона против «Ноттингем Форест». В сезоне 1908/09 забил 15 голов в лиге и помог «Ньюкаслу» завоевать чемпионский титул. В следующем сезоне стал первым игроком в истории клуба, забившим более 30 голов в сезоне (он забил 31). По итогам сезона команда впервые в своей истории выиграла Кубок Англии, обыграв в финале «Барнсли» (и забив два мяча в переигровке).  В сезоне 1910/11 стал лучшим бомбардиром Первого дивизиона (25 голов). В том же сезоне получил серьёзную травму в столкновении с вратарём «Блэкберн Роверс» Джимми Эшкрофтом, из-за которой пропустил финал Кубка Англии и весь последующий сезон 1911/12. В общей сложности провёл за «Ньюкасл Юнайтед» 123 матча и забил 92 гола.
В июле 1914 года перешёл в «Брэдфорд Сити». В сезоне 1914/15 забил 10 голов в 22 матчах Первого дивизиона. По окончании сезона завершил карьеру игрока.

## Карьера в сборной
7 апреля 1906 года дебютировал за сборную Англии в матче против сборной Шотландии. В начале матча англичане остались в меньшинстве из-за травмы Гарри Мейкписа (замены на тот момент ещё не практиковались). Шотландцы забили два гола, и только на 81-й минуте англичане сумели забить единственный гол — его автором стал Шеперд, забивший прямым ударом со штрафного. Свой второй и последний матч за сборную Шеперд провёл 11 февраля 1911 года: это была игра против сборной Ирландии, в которой он также отличился забитым мячом.

## Достижения
Ньюкасл Юнайтед
- Чемпион Англии: 1908/09
- Обладатель Кубка Англии: 1910

Сборная Англии
Победитель Домашнего чемпионата Британии (3):  1905/06 (разделённый титул), 1910/11